# Gallardon
Gallardon település Franciaországban, Eure-et-Loir megyében. Lakosainak száma 3537 fő (2022. január 1.). Gallardon Ymeray és Gas községekkel határos.

## Népesség
A település népességének változása:
| Lakosok száma | 1656 | 2303 | 2576 | 3422 | 3560 | 3623 | 3669 | 3693 | 3641 | 3537 |
|               | 1968 | 1982 | 1990 | 2006 | 2013 | 2015 | 2017 | 2019 | 2020 | 2022 |